# Wladimiro Marinello
| Asteroides descubiertos: 3 | Asteroides descubiertos: 3 |
| -------------------------- | -------------------------- |
| (221769) Cima Rest         | 15 de abril de 2007        |
| (233559) Pizzetti          | 4 de agosto de 2007        |
| (325455) Della Valle       | 28 de agosto de 2009       |

Wladimiro Marinello es un astrónomo aficionado italiano.
El Minor Planet Center le acreditó el descubrimiento de tres astéroides, con avistamientos efectuados entre 2007 y 2009, todos ellos en colaboración con Marco Micheli o Mario Tonincelli.
Se le ha dedicado el astéroide (229836) Wladimarinello.